# Torgny Wickman
Torgny Wickman, né le 22 avril 1911 à Lund et mort le 24 septembre 1997 à Katrineholm, est un réalisateur, photographe, scénariste et parolier suédois.

## Biographie
Fils de pasteur baptiste Torgny Wickman est engagé aux laboratoires Film-Labor de Stockholm en 1934. Dès l'année suivante, et jusqu'en 1966, il produit de nombreux documentaires naturaliste dont il signe souvent le scénario et la réalisation ainsi que les films des actualités suédoises.
Il présente ses premiers longs métrages de fiction en 1954, Flicka utan namn avec Alf Kjellin et En natt på Glimmingehus avec Bibi Andersson. À la fin des années 1960, le producteur Inge Ivarson, désireux d'exploiter au cinéma la réputation de liberté sexuelle dont jouit son pays, confie à Wickman le soin de réaliser Ur kärlekens språk (1969). Présenté comme un documentaire d'éducation sexuelle, le film est une réussite commerciale et sa formule sera reprise par quatre fois. Torgny Wickman se spécialise donc dans un cinéma érotique rendu très lucratif par ses succès à l'export.
Coproduit par Francis Mischkind, Les Impures (1973) et Parties carrées (1974) mettent en scène aux côtés des suédois Stellan Skarsgård et Christina Lindberg des actrices familières des écrans français comme Danièle Vlaminck,  Jacqueline Laurent et Gilda Arancio.
Son dernier long métrage, Ta mej i dalen (1977), financé par la société Filminvest déjà productrice de Mac Ahlberg, obtient le prix du meilleur film étranger décerné par l'Adult Film Association of America.
Torgny Wickman est aussi connu sous le pseudonyme de Jon York. Il a été marié de 1947 à 1956 avec la journaliste Marianne Höök, auteure de la première biographie consacrée à Ingmar Bergman.

## Filmographie
- 1948 : Olympiad i vitt, documentaire (coréalisation)
- 1954 : Flicka utan namn
- 1954 : En natt på Glimmingehus
- 1955 : Blockerat spår (également acteur)
- 1962 : En tarantella om efteråt (également scénariste)
- 1969 : Ur kärlekens språk / Language of Love), documentaire (également scénariste)
- 1969 : Eva - den utstötta / Journal intime d'une demi-vierge (également scénariste)
- 1970 : Skräcken har 1000 ögon / Les Envoutées (également scénariste)
- 1970 : Mera ur Kärlekens språk, documentaire (également scénariste)
- 1970 : Kyrkoherden / Les Brebis du révérend (également scénariste)
- 1971 : Lockfågeln (scénario de Lars Widding d'après son roman)
- 1971 : Kärlekens XYZ, documentaire (également scénariste)
- 1972 : Kärlek - så gör vi. Brev till Inge och Sten, documentaire (également scénariste)
- 1972 : Drömsex i 3-D, court métrage
- 1973 : Det bästa ur Kärlekens språk-filmerna  / The Best from the Language of Love Films, compilation, documentaire
- 1973 : Anita - ur en tonårsflickas da gbok / Les Impures (également scénariste et acteur)
- 1974 : Inkräktarna / Parties carrées / The Intruders (également scénariste et acteur)
- 1977 : Ta mej i dalen (également scénariste)
- 1987 : Albert Målare , court métrage, documentaire (également scénariste et monteur)
- 1989 : Bild av Norrköping , court métrage, documentaire (également scénariste et monteur)
- 1994 : En blues om nu , court métrage, documentaire